# Marie-Louise Damien
Marie-Louise Damien, (Párizs, 1889. december 5. – La Celle-Saint-Cloud, 1978. január 30.) francia énekesnő, színésznő. Damia is a nagy sanzonénekesekkel nagyjából egyidőben, a 20-as, 30-as évek párizsi mulatóinak pódiumán jelent meg.

## Pályafutása
Apja rendőrőrmester volt Lotaringiában. Damia nyolc testvérrel nőtt fel. Amikor egy reformiskolába küldték, megszökött otthonról. Tizenötévesen Párizsba ment. Damia kezdetben modellként és színésznőként dolgozott a Théâtre du Châtelet-ben, de 1909-re már táncosként lépett fel − a Marise Damia művésznevet használva − Max Dearlyvel Londonban. Miután visszatért Londonból, Robert Hollard impresszárió énekelése ösztönözte. Hollard akkoriban az énekesnő, Fréhel férje volt, de Damiával való viszonya véget vetett viharos házasságának.
Damia énekes debütálása 1911-ben volt. Aztán fellépett az Alcazar d'Été-ben is, ahol Maurice Chevalier-vel dolgozott. Damia 1913-ban elhagyta Franciaországot, és az Egyesült Államokba ment. 1916-ig a Broadway-n lépett fel, majd visszatért Franciaországba. 
Miután Félix Mayol, − a kor egyik vezető sztárja látta − és felkérte, hogy lépjen fel a koncertjein. Ennek ellenére karrierje lassan fejlődött, évekig a második helyen állt, de az amerikai táncosnő, Loie Fuller  segítségével végül énekes sztár lett.
Az első világháború kezdetén megnyitotta a Le Concert Damia-t. Ő volt az első sztár, akinek egyetlen reflektorfényt vetitettek az arcára, csupasz karjára és kezére. A chanson réaliste műfaj legfontosabb képviselője lett egészen Édith Piaf 1936-os megjelenéséig.
Híres slágerei között szerepelt a „Les goélands”, a „Johnny Palmer”, a „C'est mon gigolo” és „Tu ne sais pas aimer”.
A Második világháború idején a fronton énekelt.

## Lemezválogatás
- Sombre dimanche
- La guinguette a fermé ses volets
- Un souvenir
- En maison
- Les Goélands
- Les Naufragés
- La Veuve
- La Garde à l'Yser
- Celui qui s'en va
- La Suppliante
- La Chaîne
- Les Deux Ménétriers
- Pluie
- La mauvaise prière

## Filmek
- 1927: Napoléon
- 1930: Tu m’oublieras
- 1931: Sola
- 1932: La Tête d’un homme
- 1937: Les Perles de la couronne
- 1956: Notre-Dame de Paris (r.:  Jean Delannoy)